# Madison (rivière)
Pour les articles homonymes, voir Madison.
La rivière Madison est un des cours d'eau qui coulent en amont du Missouri et le forment. 

## Géographie
Le Missouri ne commence officiellement qu'à partir de la confluence des trois rivières Madison, Jefferson et Gallatin, au voisinage de la ville de Three Forks. 
Le cours de la rivière Madison mesure 295 km de long. La rivière commence son parcours dans le nord-ouest du Wyoming à la confluence des rivières Firehole et Gibbon, dans un lieu connu sous le nom de Madison Junction, dans le parc national de Yellowstone. La rivière coule en direction de l'ouest puis du nord, à travers les montagnes du sud-ouest du Montana. Dans la partie supérieure de son cours, dans le comté de Gallatin, le barrage Hebgen (en) barre son cours, et crée un lac de retenue nommé lac Hebgen. En 1959 un tremblement de terre forma le lac Quake, juste en aval du barrage. En aval d'Ennis, la rivière coule dans le Bear Trap Canyon. Cette section de son cours comporte des passages en eau-vive de classe III et IV.

## Étymologie
La rivière porte le nom d'un président des États-Unis, James Madison ; elle a été baptisée par l'explorateur Meriwether Lewis, tout comme ses voisines la Jefferson et la Gallatin.